# Bremen (westfälisches Adelsgeschlecht)

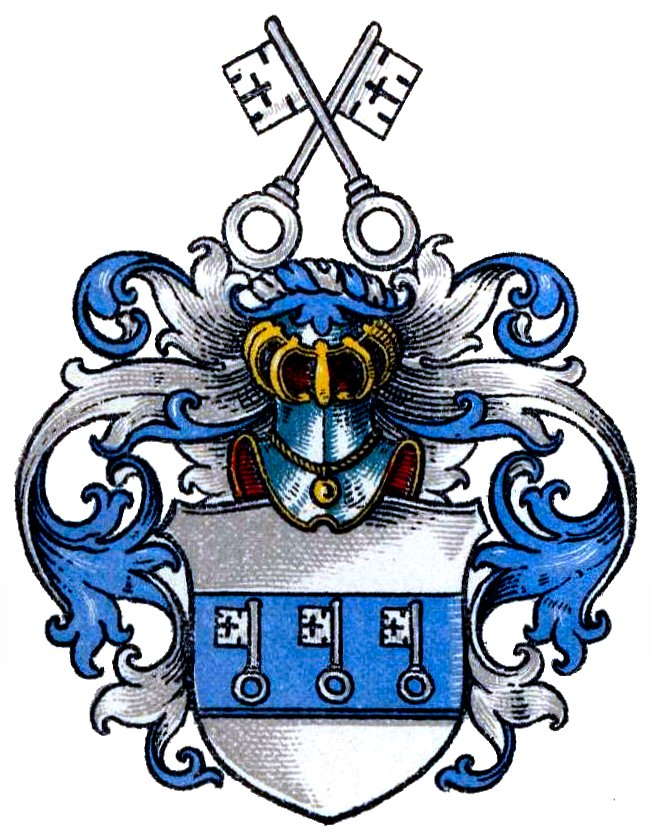
Wappen derer von Bremen

Die Herren von Bremen waren ein aus Westfalen stammendes Adelsgeschlecht, das später auf dem Baltikum, in Schweden und Pommern zu finden war.
Die Familie ist von dem bremischen Adelsgeschlecht derer von Bremen und dem mecklenburgischen Adelsgeschlecht derer von Bremen zu unterscheiden.

## Geschichte
Das hier behandelte Geschlecht nannte sich nach dem Ort Bremen zwischen Werl und Neheim, heute ein Teil der Gemeinde Ense im Kreis Soest. Dort besaß die Familie 1250 auch Wibbildenghausen.
Die Familie kam früh auch nach Kurland. Die ersten Personen mit den Namen „von Bremen“ erscheinen dort bereits Anfang des 13. Jahrhunderts. Nicolaus de Brema erscheint erstmals urkundlich 1205 in Bremen, 1211 dann in Alt–Livland, während Tietwerdus de Brema 1218 urkundlich in Holstein und Mecklenburg erscheint. Ritter Wilhelmus de Brema ist 1254, 1257 und 1259 unter den Vasallen des dänischen Königs in Estland in Urkunden erwähnt. Ob diese Personen zu dem hier behandelten westfälischen Geschlecht gehören, ist nicht sicher. Vermutlich gehören sie eher zu den bremischen Herren von Bremen.
Mit Tilo von Bremen (urkundlich 1370–1386) beginnt die sichere Stammreihe der westfälischen Bremen in Kurland. Er siegelte 1374 als Beisitzer des harrienschen Mannrichters mit einem linken Schrägbalken, darin drei schrägrechtsgestellte Schlüssel. In Kurland saß das Geschlecht u. a. auf Alt-Antz, 1546–1645 zu Engdes, 1640 zu Harm, 1546–1645 Ottenküll, 1600–1645 Pickfer, Rumm und 1600 zu Wack. Von Kurland kam das Geschlecht nach Schweden und von dort wiederum nach Pommern, wo 1845 in Bahn ein Rittmeister F. C. von Bremen zu finden ist.
Auf dem Landtag am 11. Juli 1755 wurde die Familie in die Estländische Adelsmatrikel (Klasse I, Nr. 11) verzeichnet.
In Westfalen erlosch die Familie früh, blühte jedoch in Russland fort.

## Wappen
Blasonierung: In Silber ein blauer Balken mit drei silbernen pfahlweise gestellten Schlüsseln. Auf dem blau-silbern bewulsteten Helm zwei gekreuzte, silberne Schlüssel. Die Helmdecken sind blau-silbern.
Weitere Darstellungen der Wappen derer von Bremen:

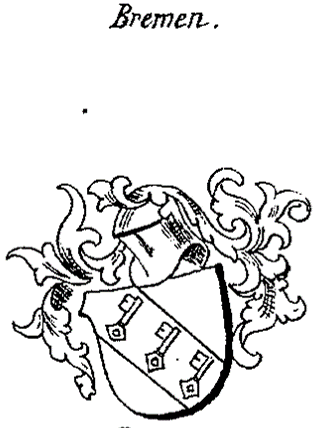
Wappen derer von Bremen
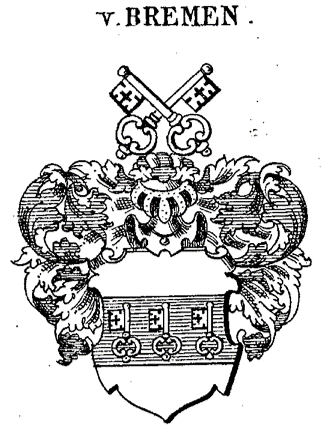
Wappen derer von Bremen (I)
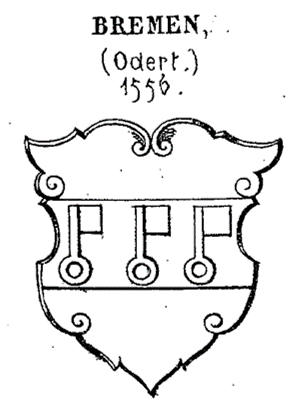
Wappen derer von Bremen (II) (1556)
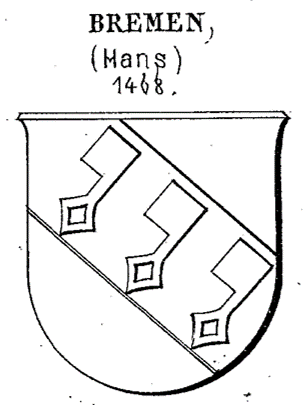
Wappen derer von Bremen (III) (1468)
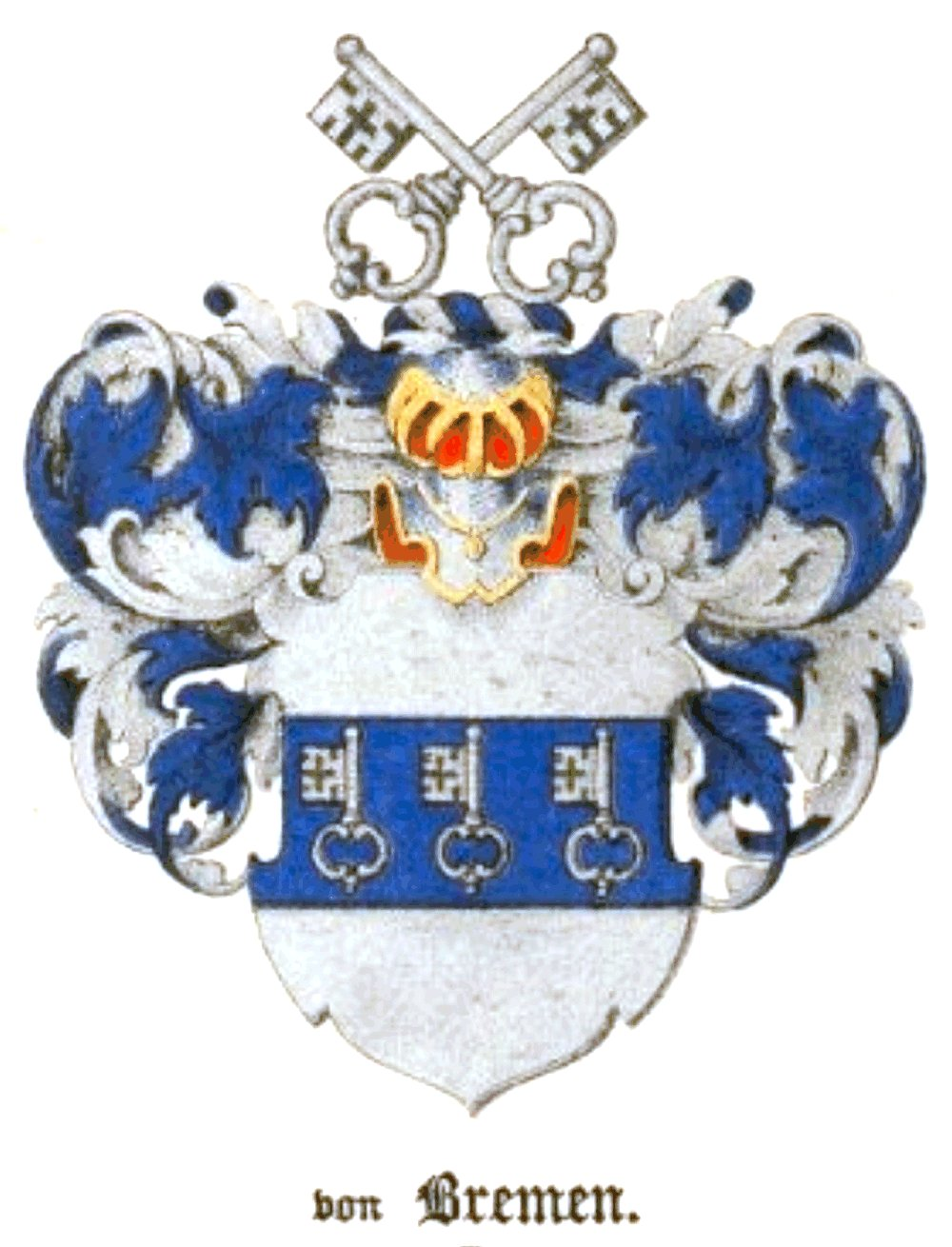
Darstellung im Baltischen Wappenbuch